# Ñawinqucha (Huancavelica)
Ñawinqucha est un lac au Pérou situé dans la région de Huancavelica, province de Huancavelica, district d'Acobambilla. Il se trouve à l'ouest de Warmiqucha et au sud de Milluqucha. 